# 그령
그령(Eragrostis ferruginea)은 외떡잎식물 벼과의 여러해살이풀로, 도로변이나 인가 주변 황무지에 흔하게 자라는 잡초로 몸집은 크게 퍼지고 이삭에 미세한 작은 이삭들이 많이 붙어 있다. 줄기는 무더기로 모여 나며 곧게 서거나 밑이 휘어져 비스듬히 서고 큰 포기를 이룬다. 잎 표면 밑부분과 잎집 윗부분에 털이 있다. 고깔꽃 차례는 가지가 1개씩 달려서 퍼지고 털은 없으며 작은 꽃자루 윗부분에 황색 선이 있으며 황갈색 꽃이 핀다. 제방 둑 등에 잔디 대용으로 쓴다.
암크령이라고도 한다. 하지만 수크령과는 아과 단위에서 갈라지는 종으로서 별 관계가 없다.

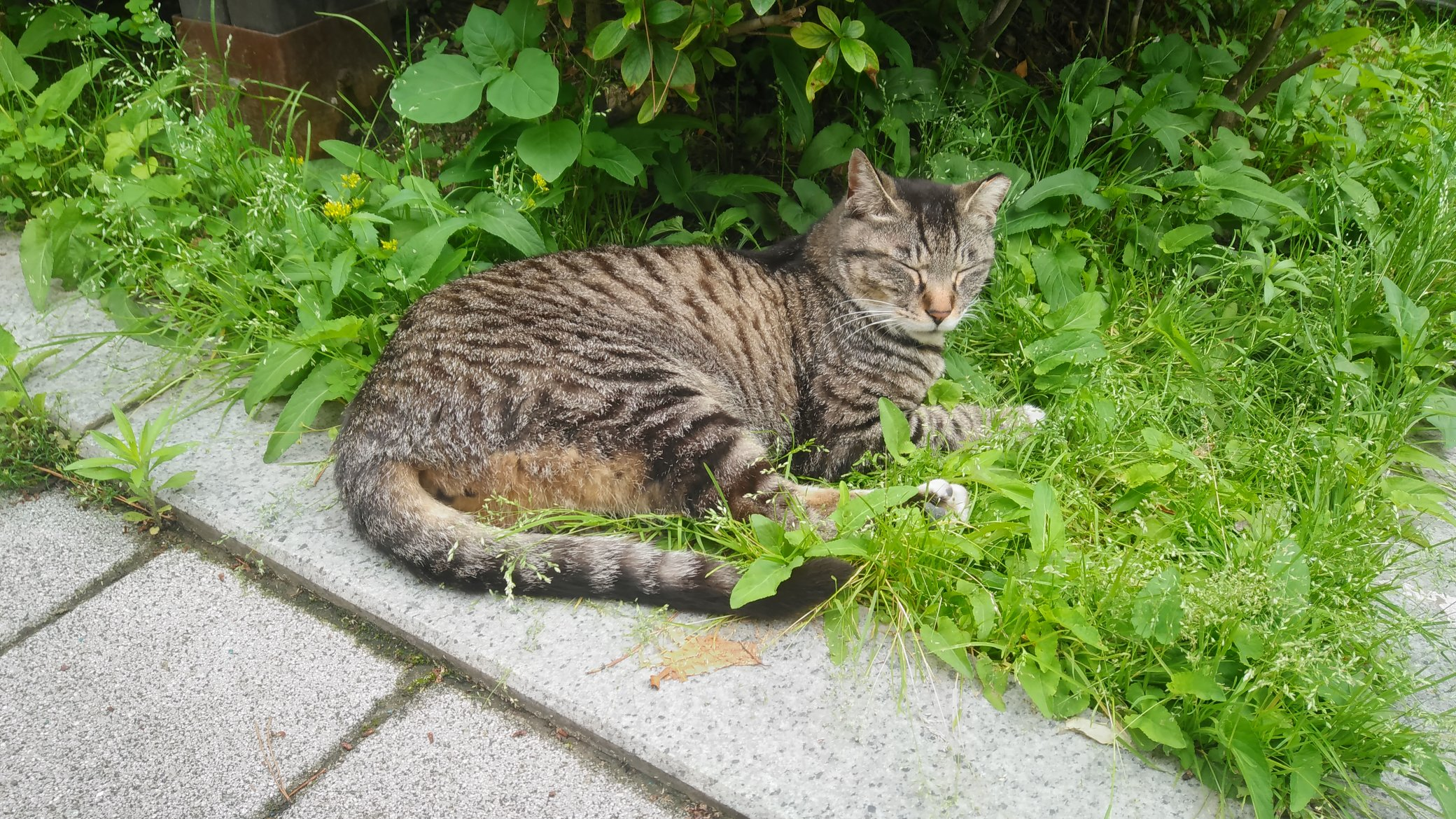
암크령 덤불을 깔고앉은 고양이.